# Riki (futbolista)
Iván Sánchez-Rico Soto, conocido como Riki, (Aranjuez, 11 de agosto de 1980) es un exjugador español que ocupaba la demarcación de delantero

## Trayectoria
Comienza su carrera en el Real Madrid C el año 2000. Comienza a jugar en el Real Madrid Castilla en el 2002.
Juega en el segundo equipo blanco hasta el 2004, temporada en la que ficha por el Getafe CF, equipo en el que disputa 61 encuentros anotando 13 goles en dos temporadas.
En el 2006 es contratado por el Deportivo de la Coruña. Se encontrará aquí con un equipo en pleno período de remodelación, con objetivos de mitad de la tabla, como forma de contener la deuda acumulada en anteriores etapas en las cuales luchaba por los primeros puestos de la Primera División. En esta etapa gozará de relativa continuidad jugando una media 25 partidos por temporada. Llegando a marcar un total de 9 goles en la temporada 2008/2009.
Será uno de los jugadores que permanezca en el equipo coruñés tras el dramático descenso a Segunda División después de perder con el Valencia CF en el último partido de la temporada 2010/2011, adquiriendo un papel protagonista en la posterior en la etapa en la categoría de plata, disputando un total de 29 partidos y anotando 14 goles en todas las competiciones, convirtiéndose así en el máximo goleador del equipo esa temporada.
Tras la temporada 2012/2013 a pesar de realizar un trabajo notable en el regreso del equipo a Primera División (jugando un total de 36 partidos con un total goleador de 12 goles), el delantero abandona la entidad blanquiazul, con carta de libertad, firmando con el Granada C.F. para las tres temporadas siguientes.
En esta nueva etapa, su rendimiento baja considerablemente, viéndose forzado a salir del club andaluz tras su segunda temporada tras solo disputar un total de 19 partidos y anotar 2 goles.
En su última temporada como futbolista profesional recalará en el Club Deportivo Guadalajara en la Segunda División B, firmando por una temporada el último día del mercado de fichajes. Este hecho unido a las lesiones hace que le resulte muy difícil coger ritmo durante toda la temporada, y gozar de la regularidad deseada.

## Palmarés
- Campeonato de la Segunda División de España: 2011-2012.

## Clubes
| Club                       | País   | Año         | Partidos (Liga) | Goles (Liga) |
| -------------------------- | ------ | ----------- | --------------- | ------------ |
| Real Madrid Castilla CF    | España | 2002 - 2004 | 73              | 17           |
| Getafe CF                  | España | 2004 - 2006 | 61              | 11           |
| Deportivo de La Coruña     | España | 2006 - 2013 | 236             | 50           |
| Granada Club de Fútbol     | España | 2013 - 2015 | 19              | 2            |
| Club Deportivo Guadalajara | España | 2015 - 2016 | 11              | 4            |